# Anzani

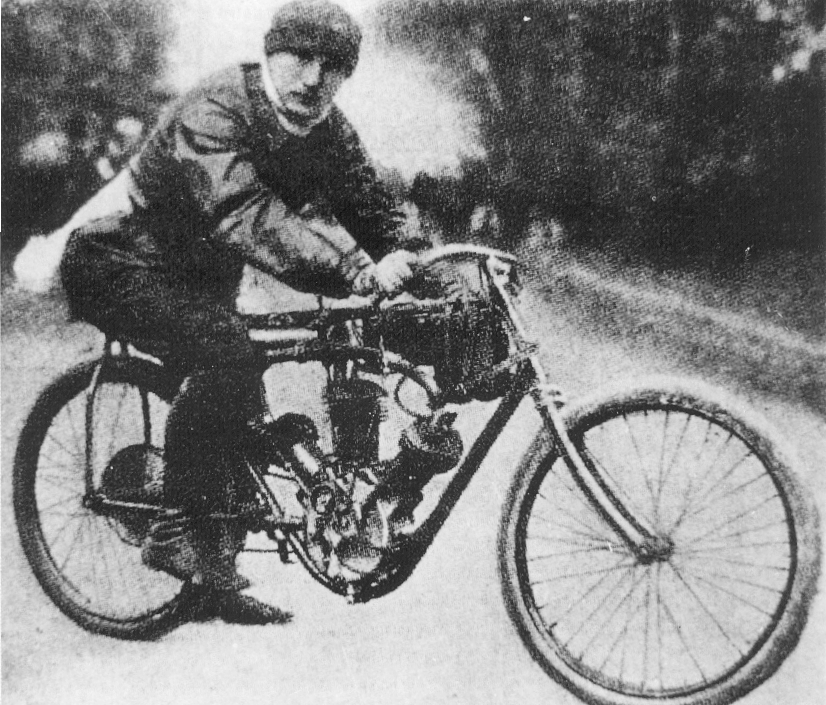
Alessando Anzani em 1906 na sua motocicleta de motor em leque

A Anzani foi uma empresa fundada na França, pelo italiano Alessandro Anzani, que projetou e produziu motores para aeronaves, carros, lanchas e motocicletas em fábricas na França, Reino Unido e Itália.

## Motores aeronáuticos

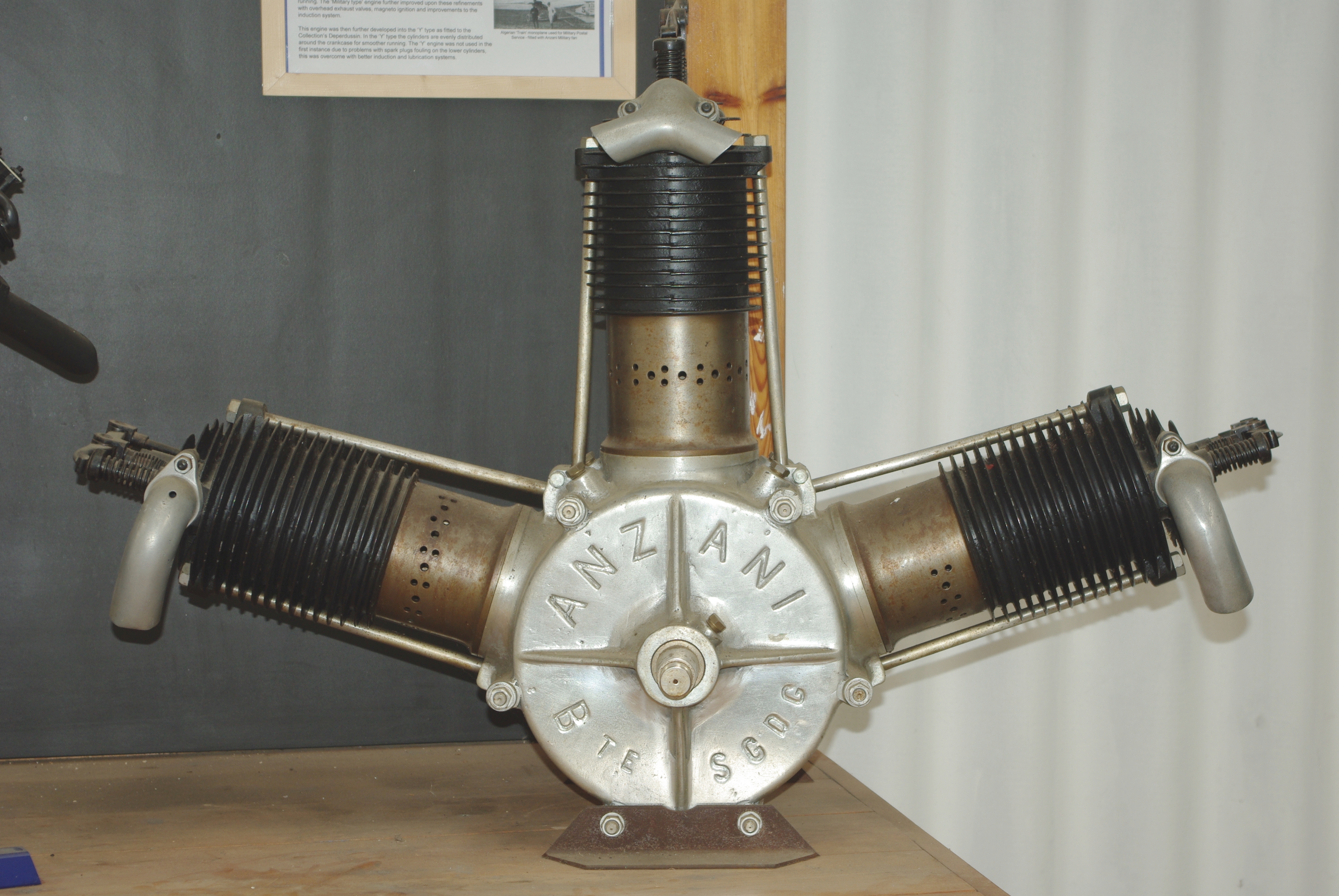
O motor Anzani de três cilindros em leque

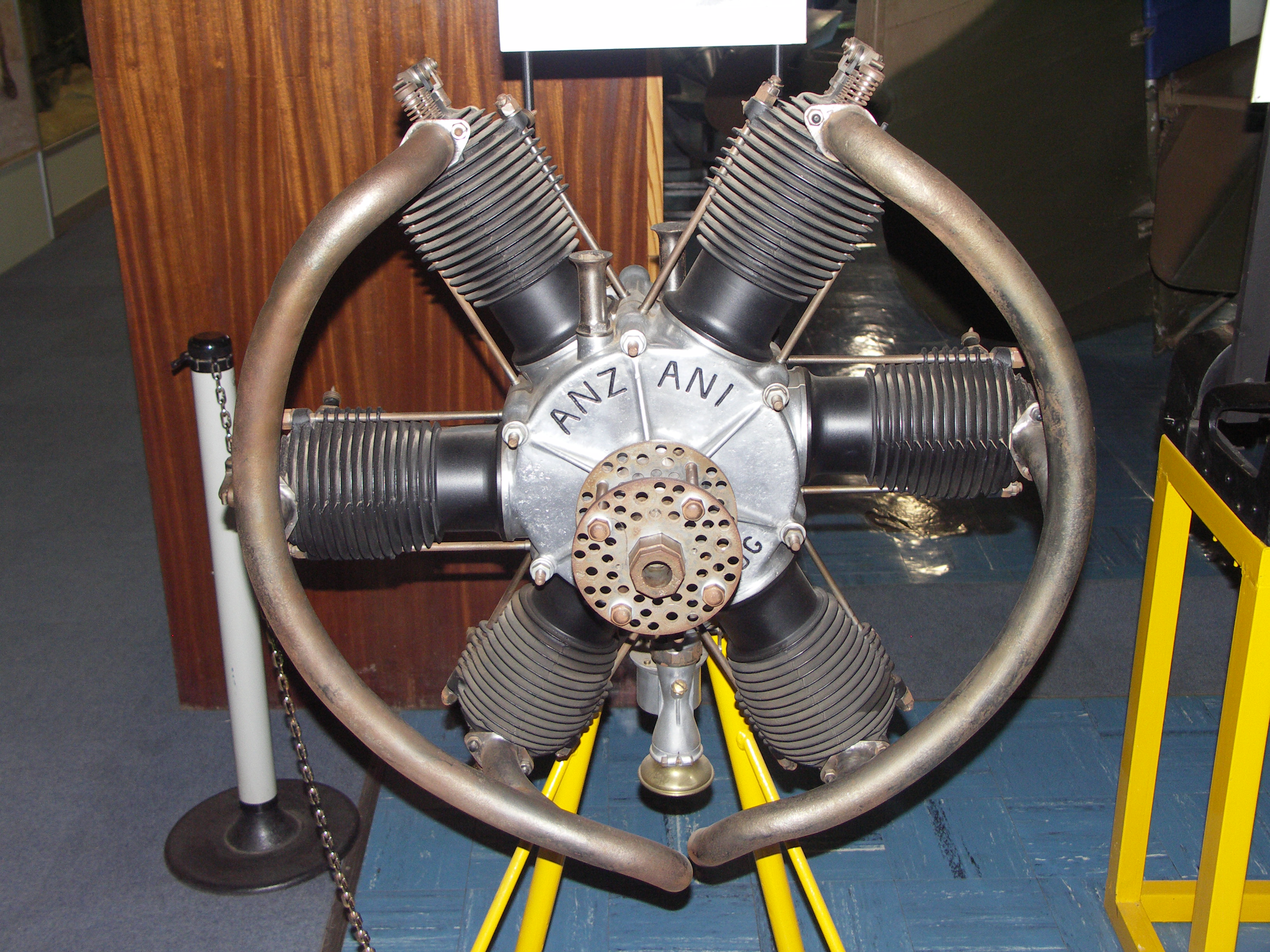
O motor Anzani de seis cilindros radial

Depois de emigrar para a França em 1900, Alessandro começou a fabricar seus motores em 1907 numa pequena oficina com apenas três funcionários. O sucesso foi quase que imediato e seus motores equiparam boa parte dos aviões no final da era pioneira da aviação entre 1908 e 1914. Em 1911, foi criada a Alessandro Anzani & Co. em Novara para distribuir seus motores, que só passaram a ser fabricados na Itália em 1914, em Monza.

### Tipos
- Anzani 3-cil. em leque 10-12 hp 85 mm × 85 mm
- Anzani 3-cil. em leque 12-15 hp 85 mm × 100 mm
- Anzani 3-cil. em leque 25-30 hp 105 mm × 130 mm
- Anzani 3-cil. em leque 40-45 hp 135 mm × 150 mm
- Anzani 3-cil. em leque 45-50 hp
- Anzani 3-cil. Y (Radial) 30hp
- Anzani 4-cil. V 30-35 hp (refrigerado à água) 35 hp a 1.600 rpm
- Anzani 4-cil. V 60-70 hp (refrigerado à água)
- Anzani 5-cil. Radial 45hp
- Anzani 5-cil. Radial 60hp
- Anzani 6-cil. Radial 45hp a 1.300 rpm
- Anzani 6-cil. Radial 70hp
- Anzani 7-cil. Radial 95hp
- Anzani 10-cil. Radial 100hp
- Anzani 14-cil. Radial 160hp
- Anzani 20-cil. Radial 200hp